# Лион-ла-Форе
Лион-ла-Форе (фр. Lyons-la-Forêt — коммуна на севере Франции, регион Нормандия, департамент Эр,  округ Лез-Андели, кантон Ромийи-сюр-Андель, в 34 км к востоку от Руана и в 54 км к западу от Бове.
Население (2018) — 717 человек.

## История
Первое упоминание о Лионе как о герцогской резиденции относится к 936 году, когда здесь останавливался нормандский герцог Вильгельм I. В 1135 в поселке, называвшемся тогда Сен-Дени-ан-Лион, умер английский король Генрих I. В 1193 Лион занял король Франции Филипп II Август, но уже в следующем году Ричард I Львиное Сердце вернул его Англии. До 1198 года он неоднократно бывал здесь, а после его смерти в 1202 году Филипп II Август все же завладел Лионом, и многие французские короли позднее приезжали сюда ради охоты в местных лесах.
В настоящее время Лион-ла-Форе представляет интерес благодаря значительному количеству сохранившихся зданий XVII века, а также живописной природе.

## Достопримечательности
- Церковь Сен-Дени XV века
- Открытые торговые ряды (галлы) XVII века
- Многочисленные здания постройки XVII века в нормандском архитектурном стиле

## Экономика
Уровень безработицы (2014) — 13,9 % (Франция в целом —  13,5 %, департамент Эр — 13,7 %). 

Среднегодовой доход на 1 человека, евро (2014) — 20 719 (Франция в целом — 20 150, департамент Эр — 20 445).

## Демография
Динамика численности населения, чел.

## Администрация
Пост мэра Лион-ла-Форе с 2008 года занимает член партии Республиканцы Тьерри Плувье (Thierry Plouvier), член Совета департамента Эр от кантона Ромийи-сюр-Андель. 

## Галерея

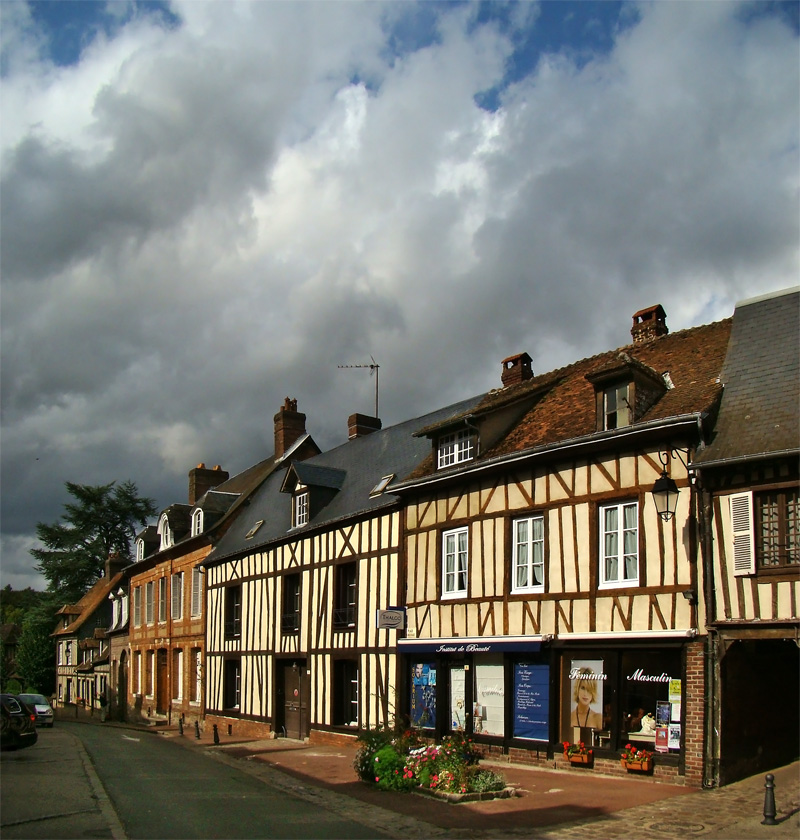
Здания Лион-ла-Форе
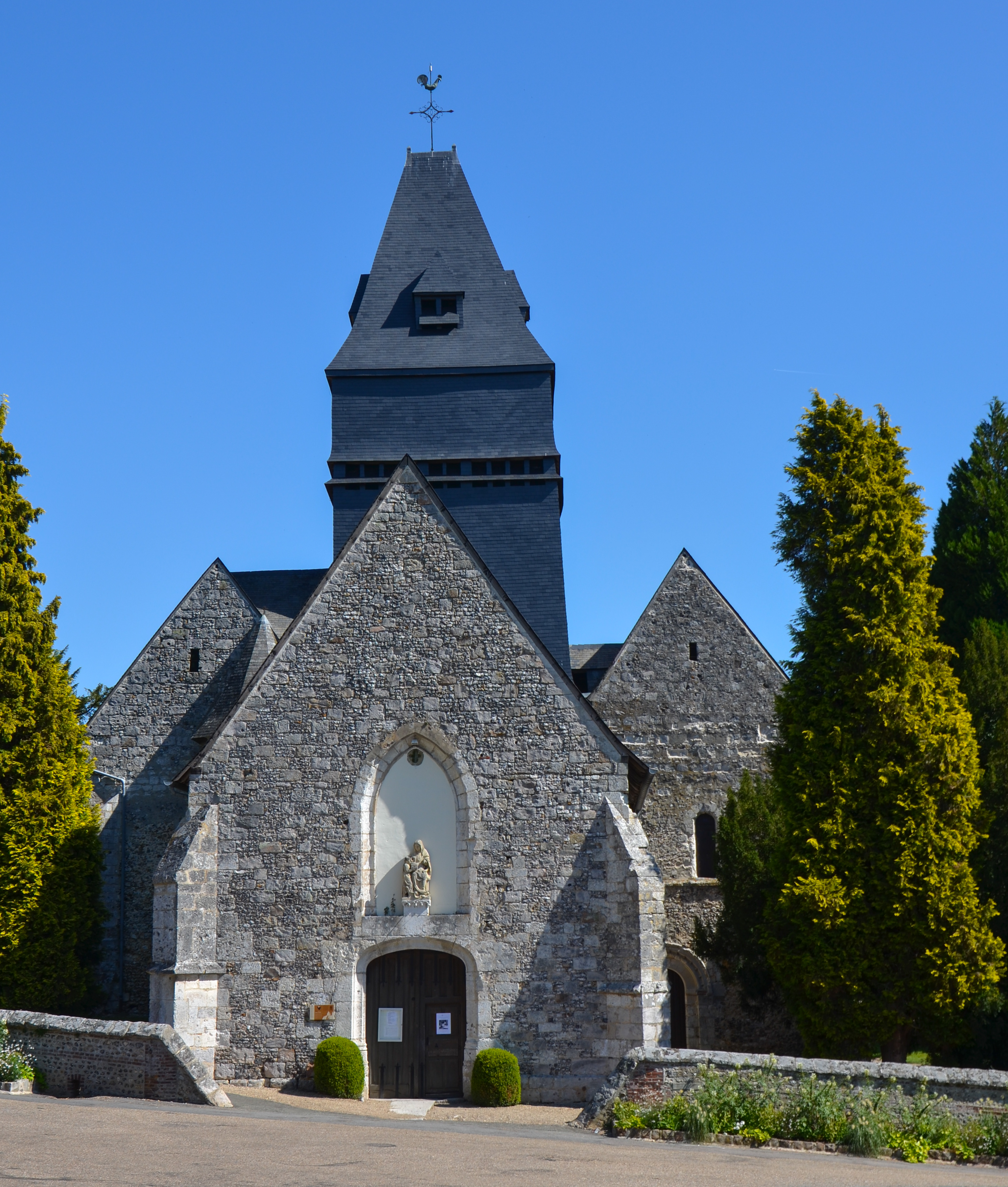
Церковь Сен-Дени
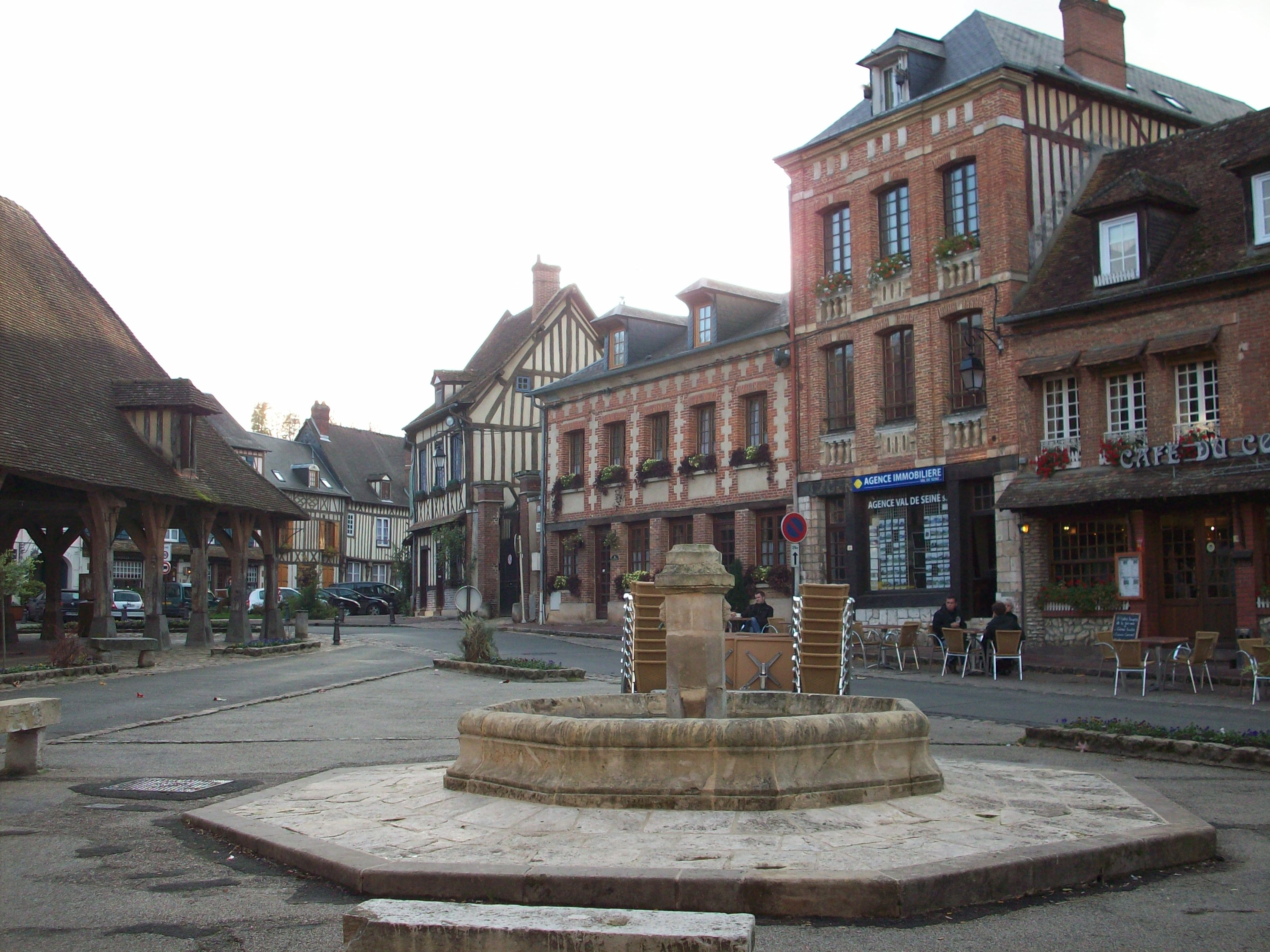
Центральная площадь
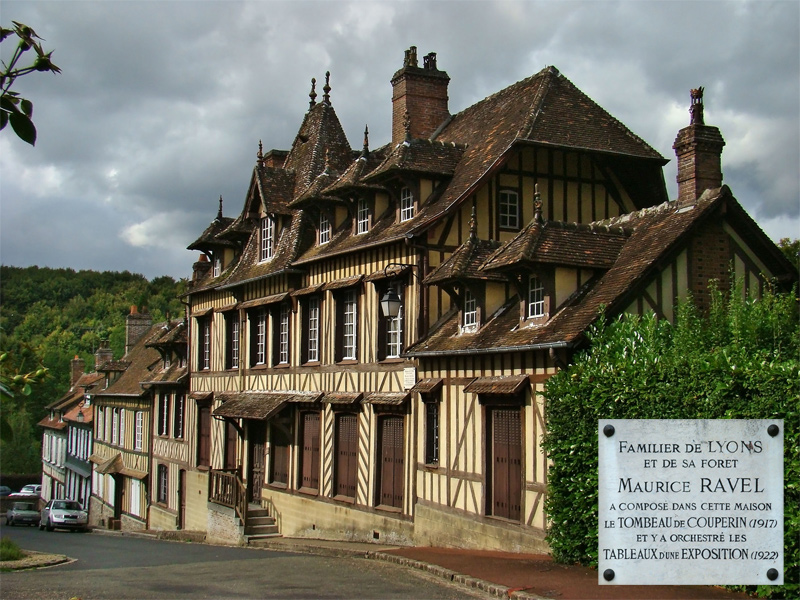
Дом, в котором жил Морис Равель

1. 1 2  база данных о французских коммунах — Национальный географический институт Франции, 2015.